# Onira, Botanical Leaflets
Onira, Botanical Leaflets (abreviado Onira) es una revista con ilustraciones y descripciones botánicas que es editada en Chile desde el año 1989.